# 分電盤

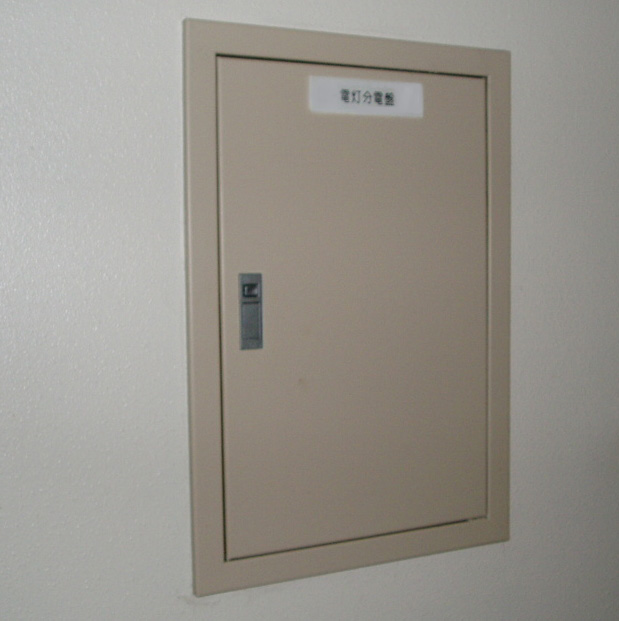
業務用電灯分電盤（埋込型）の例

分電盤（ぶんでんばん）とは、幹線により送られてきた電気を負荷回路へと分岐する部分に設置される、配線用遮断器や漏電遮断器などが集合して取り付けられた電気設備である。

## 役割
幹線から配線を分岐させる場所に設ける。
ビル内では電気室から供給される電力を大容量の幹線から、実用レベルの小規模の負荷へ配線用遮断器を介して供給する役割がある。一方で家庭では戸外の電柱に設置された柱上変圧器から引き込まれた電力を家庭内の使用場所に分ける役割がある。

## 構造
鉄製やプラスチック製の箱に収納されていることが多い。
一般家庭に用いられている分電盤の場合、従量電灯B契約の場合はアンペアブレーカー・漏電遮断器・配線用遮断器が収められている。サイズは縦幅は325 ミリメートルが目安で、横幅は回路数によって変わる。分電盤の背面にはケーブルや配管が集中するため、奥行は150 ミリメートル以上を見込むべきである。上下・左右・前面に100 ミリメートル程度の施工スペースを確保するようにして設置する。
アンペアブレーカーは電力会社の所有物で、契約している以上の電流が流れると自動的にスイッチが切れる。漏電遮断器は漏電時に感電事故や漏電火災を防ぐために設けられ、単相3線式の場合、中性線欠相保護機能付きのものが取り付けられる。配線用遮断器は屋内のコンセントや家電機器ごとに回路を分けるためのブレーカーで、異常時は自動でスイッチが切れる。分電盤の配線において、黒と赤が電圧側配線、白が接地側配線である。
大型の分電盤の場合には、漏電遮断器や配線用遮断器のほかに電力量計や制御用のリレー、照明をリモコンで制御するための制御ユニットなどが組み込まれている場合もある。

## 回路
回路数は部屋数や家族構成などに応じて余裕を持たせた方が望ましく、設計上は2 - 3回路を予備として用意する方が良い。
1回路につき同時に使える電流は12 - 15アンペアを目安となる。電気機器が集中する台所は複数の回路を持たせる方が望ましい。それ以外の使用電力が大きくならない家電に想定されるコンセントに対しては5 - 7ヶ所程度で1回路が目安である。

## 設置場所
分電盤の設置場所は水気や湿気が少なく、操作しやすい場所に置くのが望ましい。特に家庭用の場合は1.8 メートル以下の高さが良い。

## 分電盤設置の法律的な根拠
「電気設備技術基準」第56条「配線の感電または火災の防止」や第63条「過電流等からの低圧幹線等の保護措置」にもとづき分電盤は設置する必要がある。また「電気設備技術基準の解釈」第165条「低圧屋内電路の引込口における開閉器の施設」は上記第56条や第63条にのっとり、どのような場所に分電盤を設置するとよいかを述べている。住宅用分電盤は玄関や廊下の壁面上部（同時に電力計に最も近い場所）、新築マンションなどの場合にはクローゼットの内側に、業務用分電盤は建物内のEPS（電気パイプスペースまたは電気パイプシャフト）に設置される事が多い。

### 住宅用分電盤の規格
一般社団法人日本配線システム工業会の自主規格であるJWDS0007「住宅用分電盤」に適合していれば、住宅用分電盤を製造するメーカーは日本配線システム工業会が発行する規格適合認定ステッカーを貼ることができる。
JWDS0007「住宅用分電盤」には、スタンダード規格と高機能規格という2種類の規格がある。
スタンダード規格適合品
- 電源コードが短絡（ショート）した時に発生する短絡電流を検知して瞬時に遮断する短絡保護機能をもった分電盤。
- 高遮断機能をもった分電盤（定格遮断電流が高く設定され、短絡時の保護範囲を拡大したもの）。

高機能規格適合品
- 電気を使いすぎている時に音声で知らせる過電流警報機能をもった分電盤。
- 地震を感知し震度5以上であればランプ、ブザー、または音声などで警報を発し、3分間の警報後、主幹漏電遮断器を遮断。警報発令中に停電が発生した場合、復電と同時に主幹漏電遮断器を遮断する。
- 雷による誘導雷サージをカットする機能を持った分電盤。

なお、いずれの高機能機器もいわゆる「後付け」（ユーザーが機器を購入して分電盤に組み込む）での性能を担保しているものではなく、あくまで工場出荷時に組み込んだ状態で所定の機能を果たすように設計・製造されたものである。

### その他の住宅用分電盤

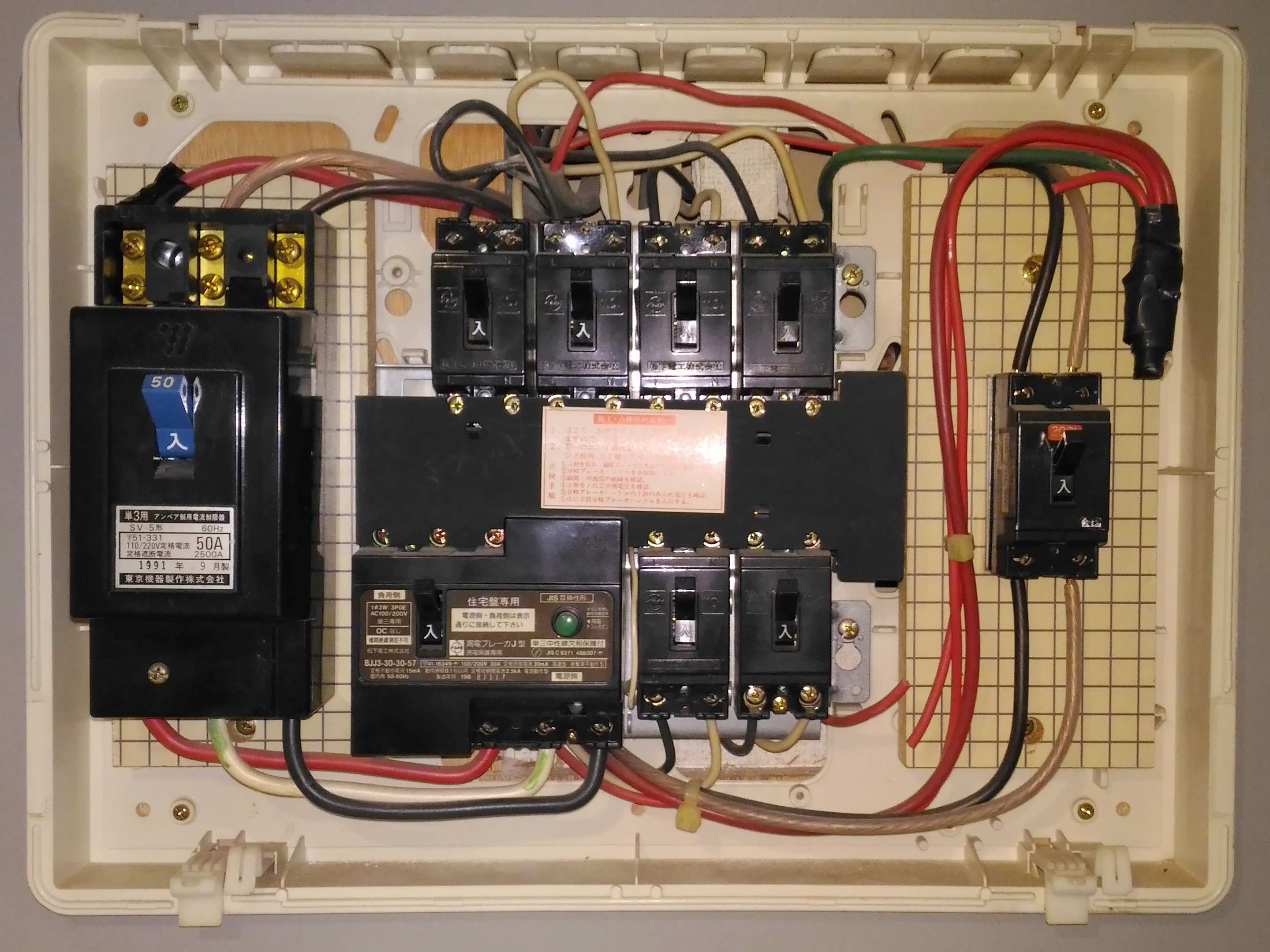
オール電化住宅対応分電盤

これらの規格以外にも、様々な機能を持ち合わせた住宅用分電盤が分電盤製造メーカーにより製造・販売されている。
- あかり対応分電盤…ブレーカーが切れ部屋内が暗くなった時に、保安灯が自動的に点灯する機能をもった分電盤。
- オール電化住宅対応分電盤…オール電化住宅に用いられる機器（例：電磁調理器や電気給湯器)を接続するためのブレーカーを内蔵した分電盤。
- 太陽光発電システム対応分電盤…太陽光発電を系統連系させるためのブレーカーを内蔵した分電盤。
- ガス発電・燃料電池システム対応分電盤…エコウィルやエネファームを接続するためのブレーカーを内蔵した分電盤。
- 電力測定対応分電盤…使用電力を計測する機能を持った分電盤。HEMSに対応している機種も存在する。

## 関連資料
- 内線規程
- 『電気設備技術基準とその解釈　平成25年版』（電気書院発行） ISBN 4-485-70622-2
- 電気設備に関する技術基準を定める省令（平成九年通商産業省令第五十二号）.e-Gov法令検索. 総務省行政管理局
- 中部電力 分電盤の仕組み
- 日本配線システム工業会規格 JWDS0007 住宅用分電盤
- 『住宅の電気設備推奨基準』第5版（社団法人家庭電気文化会 発行）